# Selección de fútbol sala de Chile
La Selección de fútbol sala de Chile es el equipo que representa al Chile en las competiciones oficiales de fútbol sala organizadas por la Conmebol y la FIFA.

## Estadísticas

### Copa Mundial de Futsal FIFA
| Copa Mundial de fútbol sala de la FIFA | Copa Mundial de fútbol sala de la FIFA | Copa Mundial de fútbol sala de la FIFA | Copa Mundial de fútbol sala de la FIFA | Copa Mundial de fútbol sala de la FIFA | Copa Mundial de fútbol sala de la FIFA | Copa Mundial de fútbol sala de la FIFA | Copa Mundial de fútbol sala de la FIFA |
| Año                                    | Ronda                                  | J                                      | G                                      | E                                      | P                                      | GF                                     | GC                                     |
| -------------------------------------- | -------------------------------------- | -------------------------------------- | -------------------------------------- | -------------------------------------- | -------------------------------------- | -------------------------------------- | -------------------------------------- |
| 1989                                   | No participó                           | No participó                           | No participó                           | No participó                           | No participó                           | No participó                           | No participó                           |
| 1992                                   | No participó                           | No participó                           | No participó                           | No participó                           | No participó                           | No participó                           | No participó                           |
| 1996                                   | No clasificó                           | No clasificó                           | No clasificó                           | No clasificó                           | No clasificó                           | No clasificó                           | No clasificó                           |
| 2000                                   | No clasificó                           | No clasificó                           | No clasificó                           | No clasificó                           | No clasificó                           | No clasificó                           | No clasificó                           |
| 2004                                   | No clasificó                           | No clasificó                           | No clasificó                           | No clasificó                           | No clasificó                           | No clasificó                           | No clasificó                           |
| 2008                                   | No clasificó                           | No clasificó                           | No clasificó                           | No clasificó                           | No clasificó                           | No clasificó                           | No clasificó                           |
| 2012                                   | No clasificó                           | No clasificó                           | No clasificó                           | No clasificó                           | No clasificó                           | No clasificó                           | No clasificó                           |
| 2016                                   | No clasificó                           | No clasificó                           | No clasificó                           | No clasificó                           | No clasificó                           | No clasificó                           | No clasificó                           |
| 2021                                   | No clasificó                           | No clasificó                           | No clasificó                           | No clasificó                           | No clasificó                           | No clasificó                           | No clasificó                           |
| 2024                                   | No clasificó                           | No clasificó                           | No clasificó                           | No clasificó                           | No clasificó                           | No clasificó                           | No clasificó                           |
| Total                                  | 0/10                                   | -                                      | -                                      | -                                      | -                                      | -                                      | -                                      |

### Copa América de Futsal
| Copa América de Futsal | Copa América de Futsal | Copa América de Futsal | Copa América de Futsal | Copa América de Futsal | Copa América de Futsal | Copa América de Futsal | Copa América de Futsal |
| Año                    | Ronda                  | J                      | G                      | E                      | P                      | GF                     | GC                     |
| ---------------------- | ---------------------- | ---------------------- | ---------------------- | ---------------------- | ---------------------- | ---------------------- | ---------------------- |
| 1992                   | No participó           | No participó           | No participó           | No participó           | No participó           | No participó           | No participó           |
| 1995                   | No participó           | No participó           | No participó           | No participó           | No participó           | No participó           | No participó           |
| 1996                   | Fase de grupos         | 2                      | 0                      | 1                      | 1                      | 3                      | 4                      |
| 1998                   | No participó           | No participó           | No participó           | No participó           | No participó           | No participó           | No participó           |
| 1997                   | No participó           | No participó           | No participó           | No participó           | No participó           | No participó           | No participó           |
| 1999                   | No participó           | No participó           | No participó           | No participó           | No participó           | No participó           | No participó           |
| 2000                   | Fase de grupos         | 2                      | 1                      | 0                      | 1                      | 6                      | 16                     |
| 2003                   | Fase de grupos         | 3                      | 0                      | 0                      | 3                      | 6                      | 30                     |
| 2008                   | Décimo lugar           | 4                      | 0                      | 0                      | 4                      | 5                      | 22                     |
| 2011                   | Fase de grupos         | 3                      | 0                      | 0                      | 3                      | 5                      | 22                     |
| 2015                   | Quinto lugar           | 5                      | 2                      | 1                      | 2                      | 12                     | 13                     |
| 2017                   | Décimo lugar           | 4                      | 0                      | 0                      | 4                      | 3                      | 19                     |
| 2022                   | Décimo lugar           | 5                      | 0                      | 0                      | 5                      | 7                      | 16                     |
| 2024                   | Sexto lugar            | 5                      | 2                      | 1                      | 2                      | 10                     | 11                     |
| Total                  | 9/14                   | 33                     | 5                      | 3                      | 25                     | 57                     | 123                    |

### Copa Confederaciones de Futsal
| Copa Confederaciones de Futsal | Copa Confederaciones de Futsal | Copa Confederaciones de Futsal | Copa Confederaciones de Futsal | Copa Confederaciones de Futsal | Copa Confederaciones de Futsal | Copa Confederaciones de Futsal | Copa Confederaciones de Futsal |
| Año                            | Ronda                          | J                              | G                              | E                              | P                              | GF                             | GC                             |
| ------------------------------ | ------------------------------ | ------------------------------ | ------------------------------ | ------------------------------ | ------------------------------ | ------------------------------ | ------------------------------ |
| 2013                           | Tercero                        | 3                              | 0                              | 1                              | 3                              | 3                              | -7                             |
| Total                          | 1/3                            | 3                              | 0                              | 1                              | 3                              | 3                              | -7                             |

### Eliminatorias Sudamericanas
| Eliminatorias Sudamericanas de Futsal | Eliminatorias Sudamericanas de Futsal | Eliminatorias Sudamericanas de Futsal | Eliminatorias Sudamericanas de Futsal | Eliminatorias Sudamericanas de Futsal | Eliminatorias Sudamericanas de Futsal | Eliminatorias Sudamericanas de Futsal | Eliminatorias Sudamericanas de Futsal |
| Año                                   | Ronda                                 | J                                     | G                                     | E                                     | P                                     | GF                                    | GC                                    |
| ------------------------------------- | ------------------------------------- | ------------------------------------- | ------------------------------------- | ------------------------------------- | ------------------------------------- | ------------------------------------- | ------------------------------------- |
| 2012                                  | Sexto lugar                           | 5                                     | 1                                     | 1                                     | 3                                     | 12                                    | 23                                    |
| 2016                                  | Noveno lugar                          | 5                                     | 0                                     | 2                                     | 3                                     | 8                                     | 19                                    |
| 2020                                  | Séptimo lugar                         | 5                                     | 1                                     | 1                                     | 3                                     | 12                                    | 12                                    |
| Total                                 | 3/3                                   | 15                                    | 2                                     | 4                                     | 9                                     | 32                                    | 54                                    |

## Historia

### Copa América de Futsal 2003
Chile participa en la Copa América de Futsal 2003, donde su resultado es muy débil. Para su partido de apertura Chile pierde por 16 a 2 frente a Paraguay. Para su siguiente encuentro Chile pierde 6 a 3 frente a Perú. y para su último encuentro y ya eliminado de la fase final, Chile cae estrepitosamente 8 a 1 frente a Uruguay y queda en el último puesto del grupo.

### Copa América de Futsal 2008
Chile participa en la Copa América de Futsal 2008, siendo este también un resultado débil en la copa regional. Para su partido de apertura Chile pierde por 2:6 frente a Uruguay. Para su siguiente encuentro Chile es derrotado 0:16 por Brasil y para su enfrentamiento final Chile es derrotado por 3:8 frente a Ecuador, quedando en último lugar de la tabla. Para la disputa del 9° lugar Chile enfrenta a Venezuela, resultado que termina 0:3 a favor de Venezuela.

### Copa América de Futsal 2011
Chile participa en la Copa América de Futsal 2011 disputada en Argentina. Para su encuentro inicial Chile pierde por 2:14 frente a Brasil. Para sus siguientes encuentros Chile pierde por 2:5 frente a Argentina y 1:3 frente a Perú. quedando en último lugar por diferencia de gol.

### Copa América de Futsal 2015
Chile participa en la Copa América de Futsal 2015 disputada en Ecuador. Para su encuentro inicial Chile empata 2:2 frente a Ecuador. Para sus siguientes encuentros Chile pierde por 4:1 frente a Argentina, 5:2 frente a Paraguay y su único triunfo en la fase de grupos lo consigue frente a Perú por 5:2. Termina el torneo en el Quinto Lugar después de derrotar por 2:0 a Uruguay, siendo esta su mejor participación en una Copa América de Futsal

### Copa América de Futsal 2017
Chile participa en la Copa América de Futsal 2017 disputada en Argentina. Para su encuentro inicial Chile cae 1:2 frente a Venezuela. Para sus siguientes encuentros Chile pierde por 8:0 frente a Brasil, 2:1 frente a Bolivia y 7:1 frente al local Argentina. Termina el torneo en el décimo y último lugar después de caer por 5:1 frente a Perú. Cabe destacar que esta copa fue afrontada con un equipo joven y con un director técnico interino.